# Mamane Oumarou
Mamane Oumarou, né en 1945 à Diffa, est un homme politique nigérien. Il est nommé deux fois brièvement Premier ministre du Niger dans les années 1980, et tient le rôle de médiateur de la République du Niger en 2008.

## Biographie

### Origines et débuts
Mamane Oumarou, né en 1945, est originaire de Zinder au Niger.[réf. nécessaire]. 

### Carrière
Il effectue une carrière civile avant d'entrer dans le gouvernement[réf. nécessaire].

### Vie politique
Issu du peuple Kanouri de l'est du pays, il est ambassadeur au Canada, puis maire de Maradi et ministre de la Jeunesse, des Sports et de la Culture sous Seyni Kountché. Ce dernier le nomme Premier ministre le 24 janvier 1983, mais en novembre 1983, il préfére nommer Oumarou à la tête du Conseil national pour le développement, où il reste jusqu'en 1988.
Le successeur de Kountché, Ali Saïbou, nomme de nouveau Oumarou au poste de Premier ministre en mai 1989, mais supprime ce poste en décembre 1989.
Oumarou sert son pays pendant un certain temps en qualité d'ambassadeur en Arabie saoudite[réf. nécessaire]. Il est nommé médiateur de la République par le président Mamadou Tandja le 19 août 2008.